# To the Moon
To the Moon (с англ. — «На Луну») — приключенческая компьютерная игра с элементами визуального романа, разработанная канадской независимой студией Freebird Games и выпущенная для платформы Windows 1 ноября 2011 года. Позднее игра была перенесена на macOS, Linux, а также мобильные устройства на базе iOS и Android.
Действие игры происходит в будущем: герои игры — врачи — приживляют умирающим пациентам искусственные воспоминания на заказ, тем самым исполняя заветные желания. Один из таких пациентов, старик Джонни, одержим желанием побывать на Луне; чтобы внедрить в память Джонни воспоминание о полете на Луну, врачам приходится изучить историю его жизни. To the Moon проводит игрока через ряд головоломок и неинтерактивных сцен, постепенно раскрывающих сюжет.
Игра, созданная на движке RPG Maker, стала первым коммерческим продуктом Freebird Games — ранее студия уже выпускала экспериментальные игры, но распространяла их на бесплатной основе; до 2012 года To the Moon распространялась исключительно через сайт разработчиков. Геймдизайнер Кан Гао взялся за создание игры под влиянием мыслей о жизни и смерти, вызванных тяжелой болезнью его деда. Позднее студия выпускала небольшие загружаемые дополнения-«минизоды», дополнявшие сюжет игры и подробнее рассказывающие о героях. Игра-«минизод» 2014 года A Bird Story устанавливает связь между To the Moon и полноценным продолжением — игрой Finding Paradise, выпущенной в 2017 году.
Хотя примитивный геймплей игры получил некоторые критические отзывы, To the Moon удостоилась самых восторженных оценок — критики хвалили сюжет и музыку игры, особо отмечая серьёзность поднятой темы и эмоциональную силу сюжета. Игра была номинирована на ряд наград, в частности, получив награду «Лучший сюжет» от сайта GameSpot. В последующие годы To the Moon неоднократно называли образцом компьютерной игры как произведения искусства. В 2018 году разработчики игры объявили о планах выпустить основанный на игре анимационный фильм.

## Игровой процесс
Компьютерная игра To the Moon выполнена в жанре квеста, однако часто приравнивается к визуальным романам или интерактивному кино из-за ограниченного взаимодействия игрока с внутренним миром и упором на развитие сюжета. Игроку предоставляется управление двумя сотрудниками агентства по исполнению желаний, — Евой Розалин и Нилом Уоттсом, — которые работают с преобразованием памяти умирающих людей, путешествуя по их воспоминаниям. Основная задача игры — вторгнуться при помощи специального прибора в память старика Джонни, — клиента Евы и Нила, и, идя по его воспоминаниям из прошлого, исполнить его мечту: совершить полёт на Луну.
Несмотря на приключенческий стиль игры, в ней отсутствуют типичная для жанра боевая система, упор делается в сторону раскрытия игровой истории, однако, в отличие от визуального романа, игроку предоставляется возможность ограниченно взаимодействовать с окружающим миром путём перемещения по карте и использования расставленных на ней предметов. Игрок перемещается по слоям воспоминаний Джонни и ищет ключевые предметы, которые позволяют продвинуться дальше по сюжету. Перед переходом между фрагментами памяти игроку предлагается решить несложную головоломку.

## Главные герои
Нил Уоттс (англ. Neil Watts) — один из двух главных героев игры, мужчина средних лет в очках. Слегка инфантилен, а также любит пошутить, хотя не всегда удачно. Редко Нил может стать серьёзным, что немало раздражает его напарницу Еву, однако они всегда хорошо понимают друг друга. Уоттс также склонен к необдуманным действиям, немного трусоват, а ещё крайне не переносит маринованные оливки.
Ева Розалин (англ. Eva Rosalene) — напарница Нила, темнокожая женщина с тёмными волосами. В противовес беспечному и весёлому Нилу, она — серьёзный и прагматичный человек. Она никогда не действует опрометчиво, кроме того, почти всегда препирается с Нилом по пустякам, что не мешает им быть надёжными напарниками. Ева склонна к сантиментам, например, несколько раз специально задерживается, чтобы полюбоваться красивым видом с утёса. Но иногда она, когда того требует ситуация, способна пойти на самый глупый поступок наряду с Нилом.
Джонни (англ. Johnny) — один из главных героев игры. Мужчина, пожелавший лететь на Луну и обратившийся за помощью в «Зигмунд». Муж Ривер.

## Сюжет
Игра рассказывает о двух докторах — Еве Розалин и Ниле Уоттсе, которые занимаются достаточно необычным делом. Они, буквально говоря, дают людям ещё один шанс прожить жизнь — путём создания искусственных воспоминаний в разуме пациента. Однако возникающий конфликт между настоящим и искусственным позволяет практиковать такие операции только для людей, которые находятся на смертном одре. Чтобы осуществить то, что они мечтали сделать за свою жизнь… но не сделали.
Очередной клиент — умирающий пожилой мужчина по имени Джонни. Путешествуя по воспоминаниям, коллеги раскрывают новые фрагменты его прошлого. Необходимо собрать воедино кусочки событий его жизни, чтобы выяснить причину такого предсмертного желания, и исполнить его. А последнее желание Джонни, конечно же, — отправиться на Луну.
Но все пошло не так, как ожидалось. Два врача должны узнать причину желания Джонни, узнать правду о его прошлом, его покойной жене Ривер и сделать все возможное, чтобы отправить его на Луну.
В финале выяснилось, что Джонни встретил Ривер, будучи ещё ребёнком на карнавале, когда наблюдал за звездами, и пообещал встретиться с ней «на животе кролика» (в созвездии, которое они составляли, Луна являлась животом кролика), если они потеряются. Вскоре после этого Джоуи, брат-близнец Джонни, погибает под колесами машины своей матери. Она дает Джонни бета-блокаторы, чтобы вызвать у него потерю памяти этих трагических событий. Но с этими событиями он забывает и про Ривер. Позже Джонни заново встречает Ривер, и несколькими годами позже женится на ней. В связи с её состоянием (у Ривер был синдром Аспергера и неизвестная смертельная болезнь, но в игре названия синдрома и болезни не употреблялись), Джонни не в силах справиться с потоком напряжения. В конечном итоге Ривер отказывается от лечения в счет окончания строительства дома у обрыва, который являлся её любимым местом, где располагался маяк Аня (она дала ему имя), что приводит, косвенно, к её смерти. Джонни остается один, виня себя в смерти жены. Из этого выходит его желание полететь на Луну, — там они договорились встретиться будучи детьми, если потеряют друг друга.
Розалин и Уоттс, в конечном итоге, добиваются успеха в имплантации воспоминаний, в которых Джонни и Ривер знакомятся в НАСА, а брат-близнец Джоуи остается в живых и становится величайшим писателем современности. Будучи в коме, Джонни постепенно начинает умирать и в последних «новых» воспоминаниях Джонни и Ривер вместе летят на Луну. В предсмертные моменты она протягивает ему руку. Луна появляется в иллюминаторе шаттла, Джонни берет Ривер за руку и монитор сердечного ритма останавливается.
В самом конце игры, после того, как Еве сообщают про нового пациента, происходит покраснение экрана, характерное для моментов приступов пациента, и Нил выпивает обезболивающие таблетки.

## Разработка и выпуск
22 августа 2012 года Freebird Games объявили о разработке сиквела. Речь пойдет о новом пациенте Колине Ридсе, однако некоторые знакомые по To The Moon персонажи, а именно Др. Ева Розалин и Др. Нил Уоттс, никуда не денутся. Также 7 ноября 2014 года, студия выпустила короткий спин-офф — A Bird Story, предысторию к основному сюжету сиквела — Finding Paradise. Finding Paradise была выпущена 14 декабря 2017 года.

## Музыкальное сопровождение
Альбом, музыка из которого используется в игре, состоит из 31 композиции, записанных самим Каном Гао. Преимущественно он содержит мягкие фортепианные сочинения, сопровождающие события, протекающие в To the Moon, а также вокальные вставки с участием американской певицы Лауры Шигихары. Как описывал Стивен Мейеринк, рецензент RPGFan, фортепианная игра Гао «демонстрирует его мастерство», а голос Шигихары он называет «мягким и трогательным». У Мейеринка сложилось впечатление, что разработчик весьма чувствительно относится к своим собственным персонажам, приводя в пример «For River», которая в контексте сюжета призвана отразить чувства мужчины к своей жене, что, по мнению рецензента, «реально выражает страсть и чувства». Также он выделил среди всего трек-листа композицию «Launch» за плавное чередование в ней высоких и низких частот. Как говорит Стивен Мейеринк, прослушивание саундтрека имеет смысл и в отрыве от игры, но, тем не менее, музыка чётко следует эмоциональному тону игры и подчёркивают происходящие в ней события.
| №                   | Название                                         | Длительность |
| ------------------- | ------------------------------------------------ | ------------ |
| 1.                  | «To the Moon — Main Theme»                       | 4:56         |
| 2.                  | «Between a Squirrel and a Tree»                  | 1:18         |
| 3.                  | «Spiral of Secrets»                              | 1:06         |
| 4.                  | «For River — Piano (Sarah & Tommy’s Version)»    | 2:58         |
| 5.                  | «Bestest Detectives in the World»                | 1:15         |
| 6.                  | «Too Bad So Sad»                                 | 0:08         |
| 7.                  | «Teddy»                                          | 0:42         |
| 8.                  | «Uncharted Realms»                               | 1:08         |
| 9.                  | «Having Lived»                                   | 1:21         |
| 10.                 | «Moonwisher»                                     | 2:10         |
| 11.                 | «Born a Stranger»                                | 1:41         |
| 12.                 | «For River — Piano (Johnny’s Version)»           | 1:39         |
| 13.                 | «Lament of a Stranger»                           | 1:05         |
| 14.                 | «Everything's Alright (Music Box)»               | 0:40         |
| 15.                 | «Moongazer»                                      | 2:15         |
| 16.                 | «Anya by the Stars»                              | 2:15         |
| 17.                 | «Take Me Anywhere»                               | 0:59         |
| 18.                 | «Warning (AKA best track ever)»                  | 0:09         |
| 19.                 | «Beta-B»                                         | 1:06         |
| 20.                 | «World's Smallest Ferris Wheel»                  | 0:35         |
| 21.                 | «Once Upon a Memory»                             | 2:25         |
| 22.                 | «Once Upon a Memory (Piano)»                     | 1:35         |
| 23.                 | «Everything’s Alright»                           | 3:25         |
| 24.                 | «Everything's Alright (Reprise)»                 | 0:58         |
| 25.                 | «Tomorrow»                                       | 2:10         |
| 26.                 | «Launch»                                         | 1:57         |
| 27.                 | «To the Moon - Piano (Ending Version)»           | 5:15         |
| 28.                 | «Eva's Ringtone»                                 | 0:04         |
| 29.                 | «Trailer Theme — Part 1»                         | 1:43         |
| 30.                 | «Trailer Theme — Part 2 (feat. Laura Shigihara)» | 1:49         |
| 31.                 | «Trailer Theme — Part 2 (Instrumental)»          | 2:00         |
| Общая длительность: | Общая длительность:                              | 53:07        |

## Восприятие
| Сводный рейтинг    | Сводный рейтинг         |
| Агрегатор          | Оценка                  |
| ------------------ | ----------------------- |
| GameRankings       | 82,59 %                 |
| Metacritic         | 81/100                  |
| Иноязычные издания |                         |
| Издание            | Оценка                  |
| Eurogamer          | 9/10                    |
| GamePro            | [ 11 ]                  |
| GameSpot           | 8,0/10                  |
| GamesRadar+        | [ 13 ]                  |
| GamrReview         | 9,0/10                  |
| RPGFan             | 90 %                    |
| Награды            |                         |
| Издание            | Награда                 |
| Metacritic         | Best User-Rated PC Game |
| RPGFan             | Best Indie RPG          |
| GameSpot           | Best Story              |

В целом To the Moon получила положительные отзывы от критиков, которые отмечали обворожительный сюжет и потрясающий саундтрек. Игра имеет средний рейтинг 81 из 100 на Metacritic и 82,59 % на GameRankings.

### Награды
На GameSpot в номинации «Игра года 2011», To the Moon получила награду «Лучшая история», тем самым обойдя Catherine, Ghost Trick: Phantom Detective, Portal 2 и Xenoblade Chronicles, которые тоже были выставлены на голосование в этой категории. Также To the Moon была номинирована в категориях «Лучшая музыка», «Лучший запоминающийся момент», «Лучшее написание сценария/диалога», «Лучшая концовка» и «Песня года». Также игра имела самый высокий рейтинг от игроков за 2011 год на Metacritic. Журнал «Игромания» поставил игру на 3-е место в списке лучших нарративных игр десятилетия, а журнал «Мир фантастики» включил игру в свой спецвыпуск № 10: «Лучшие фантастические видеоигры. 2009—2021».

### Продажи
Летом 2018 года, благодаря уязвимости в защите Steam Web API, стало известно, что точное количество пользователей сервиса Steam, которые играли в игру хотя бы один раз, составляет 1 086 773 человека.